# Juli Serrano
Julián Serrano Sánchez, más conocido como Juli Serrano (Toledo, España, 2 de mayo de 1953), es un exfutbolista y entrenador español que jugaba como centrocampista. Durante su trayectoria jugó en equipos como Osasuna, Celta de Vigo y Alavés.

## Trayectoria
Debutó con apenas 17 años en el primer equipo de la U.D. Santa Bárbara en la temporada 1970-1971 jugando como centrocampista ofensivo y mediapunta goleador. En el conjunto toledano estuvo tres temporadas en el primer equipo antes de fichar por el Real Madrid C. F. en 1973, donde jugaría cuatro años con el filial, el Castilla C.F., para posteriormente ser traspasado  al Osasuna de Segunda División, donde jugó cuatro temporadas consiguiendo el ascenso a Primera División y convirtiéndose en una de las piezas clave del equipo. Después de su periplo pamplonés, volvería a jugar en Segunda División; primero un año con el Celta de Vigo, con quien conseguiría el ascenso a Primera División; y otro año con el Alavés. En 1983 regresaría a la U.D. Santa Bárbara donde estaría 2 temporadas más antes de retirarse como futbolista con 32 años. Un año después se convirtió en el entrenador del equipo juvenil del Santa Bárbara, y al año siguiente lo fue del primer equipo durante cuatro campañas.

## Clubes
Actualizado el 30 de septiembre de 2018.
| Club               | División    | Año       | Partidos (Liga) | Goles (Liga) |
| ------------------ | ----------- | --------- | --------------- | ------------ |
| U.D. Santa Bárbara | 2ª Regional | 1970-1971 |                 |              |
| U.D. Santa Bárbara | 2ª Regional | 1971-1972 |                 |              |
| U.D. Santa Bárbara | 2ª Regional | 1972-1973 |                 |              |
| Real Madrid C. F.  | 1ª División | 1973-1977 |                 |              |
| Castilla C.F.      | 3ª División | 1973-1974 |                 |              |
| Castilla C.F.      | 3ª División | 1974-1975 |                 |              |
| Castilla C.F.      | 3ª División | 1975-1976 |                 |              |
| Castilla C.F.      | 3ª División | 1976-1977 |                 |              |
| Osasuna            | 2ª División | 1977-1978 | 37              | 14           |
| Osasuna            | 2ª División | 1978-1979 | 26              | 4            |
| Osasuna            | 2ª División | 1979-1980 | 9               | 1            |
| Osasuna            | 1ª División | 1980-1981 | 9               | 1            |
| Celta de Vigo      | 2ª División | 1981-1982 | 7               |              |
| Alavés             | 2ª División | 1982-1983 | 12              |              |
| U.D. Santa Bárbara | 1ª Regional | 1983-1984 |                 |              |
| U.D. Santa Bárbara | 1ª Regional | 1984-1985 |                 |              |